# فندة (القطن)
'

تعديل مصدري - تعديل

فندة هي إحدى قرى عزلة القطن بمديرية القطن التابعة لمحافظة حضرموت، بلغ تعداد سكانها 84 نسمة حسب تعداد اليمن لعام 2004.